# Schloss Gilău

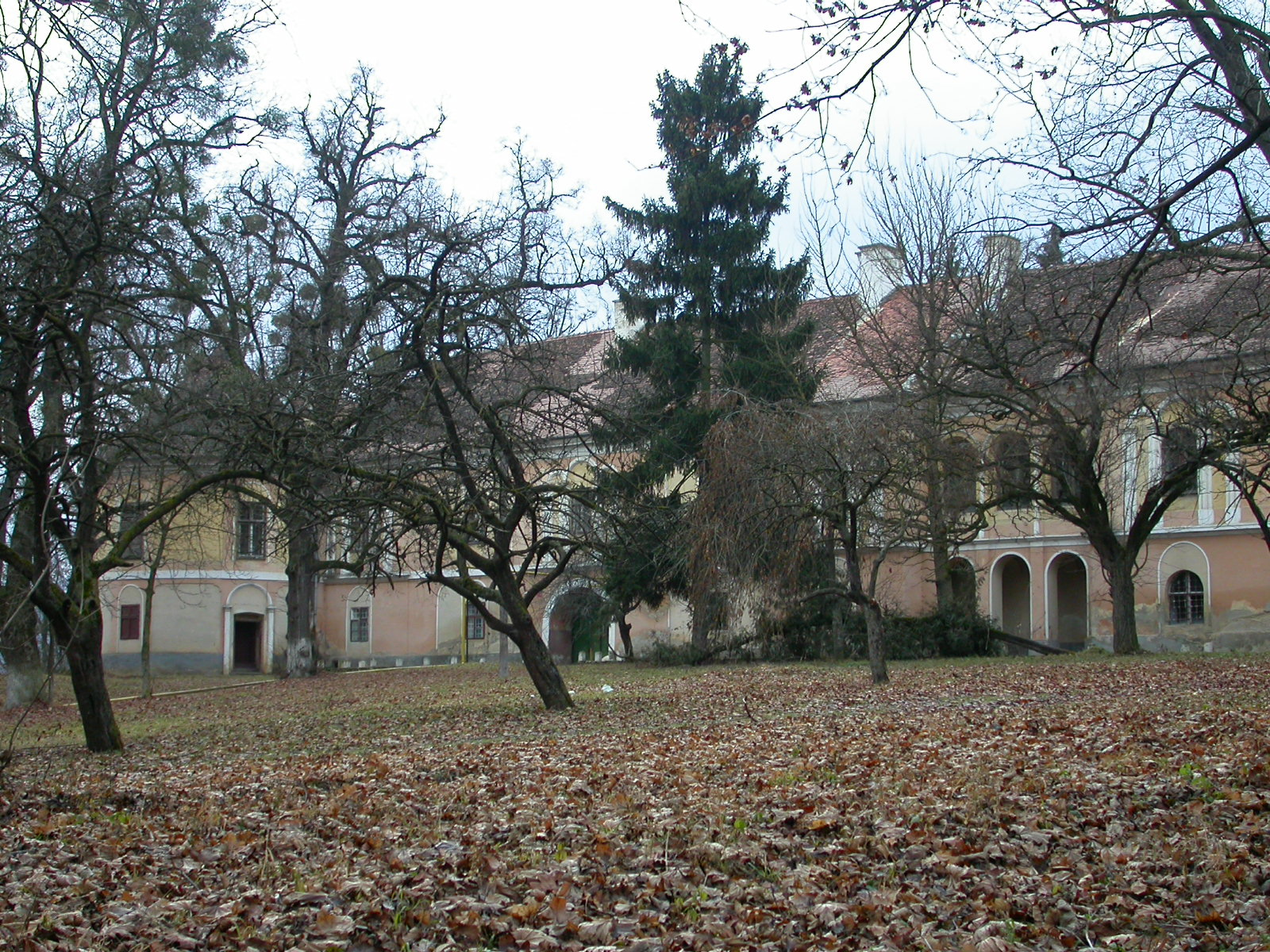
Schloss Gilau innerhalb des Schlossparks

Schloss Gilău (auch Gyalu) ist ein ehemaliger Adelssitz auf dem Gemeindegebiet von Gilău, Kreis Cluj in der rumänischen Region Siebenbürgen. Die Entstehung des Schlosses geht auf die Zeit Ende des 13. bzw. Anfang des 14. Jahrhunderts zurück.

## Geschichte
Das Schloss wurde um das Jahr 1300 als Sitz des Bischofs von Transsilvanien erbaut. Die früheste urkundliche Erwähnung datiert auf das Jahr 1428. Während der 1480er Jahre erfolgte ein Umbau des ursprünglich romanischen Gebäudes im Stil der frühen Renaissance. Aus dieser Umbauphase sind nur noch Fragmente erhalten. 

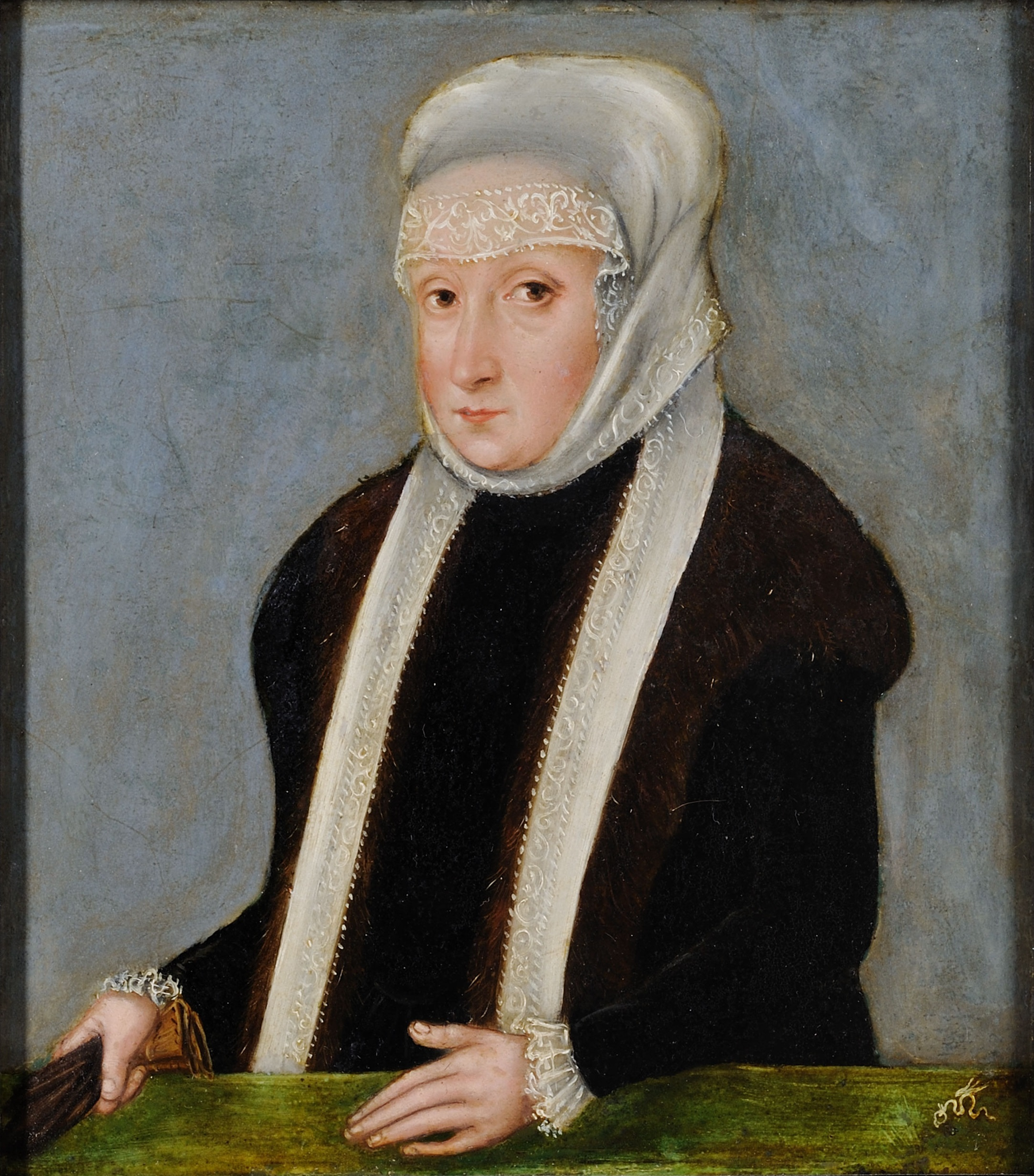
Isabella Jagiellonica, Besitzerin des Schlosses von 1541 bis 1559. Lucas Cranach der Jüngere, etwa 1565, Czartoryski-Museum, Krakau

Nach der Eroberung Budas durch die Osmanen im Jahre 1541 wurde Schloss Gilău die Residenz der Königin Isabella Jagiellonica (1519–1559), Gemahlin des im Jahr zuvor verstorbenen ungarischen Königs Johann Zápolya (1487–1540) und Regentin ihres gemeinsamen, unmündigen Sohnes Johann Sigismund Zápolya (1540–1571). Aus diesem Anlass wurde das Schloss erneut umgebaut, die Renovierungsarbeiten waren ausweislich einer Inschrift im Nordwestturm 1543 abgeschlossen. 
1633 wurde das Schloss von Georg I. Rákóczi (1593–1648), Fürst von Siebenbürgen seit 1630, erworben, unter dem es durch ein aufwendiges Renovierungsprogramm seine heutige Gestalt erhielt. Unter anderem importierte er für die Neugestaltung dekorative Kacheln aus Istanbul, mit denen er den später berühmten Gefliesten Raum dekorieren ließ. Nach dem Tod seines Sohnes und Nachfolgers Georg II. Rákóczi (1621–1660, Fürst von Siebenbürgen seit 1648), erhielt 1663 der Baron Dennis Banffy de Losoncz das Anwesen, in dessen Familienbesitz es bis zum Ende des Zweiten Weltkrieges verblieb. Durch ein Feuer wurde das Schloss im Jahr 1707 zerstört und anschließend für die nächsten 120 Jahre nicht mehr von der Familie bewohnt.
1838 stellte Graf Dennis Banffy das Gebäude wieder her. Dabei wurden die alten Gewölbe des Erdgeschosses weitestgehend erhalten. Der ehemalige Graben wurde verfüllt und das Schloss stattdessen mit einem Englischen Landschaftsgarten umgeben. 1861 wurde das Anwesen von einem weiteren Brand betroffen. Nach dem Tod des Grafen Dennis Banffy erbte ein Verwandter das Schloss, der es 1877 an einen Geschäftsmann verkaufte. Der neue Besitzer reparierte die durch den letzten Brand verursachten Schäden. Die zweite Etage wurde entfernt und durch ein großes Satteldach ersetzt. 1911 erwarb Katherine Barcsay de Nagybarcsa, eine geborene Gräfin Banffy de Losoncz das Schloss, das damit wieder in den Besitz der vormaligen Eigentümer zurückgelangte. Katherine und ihr Ehemann Thomas restaurierten und modernisierten das Gebäude. Nach dem Tod von Thomas Barcsay wurde es von Joseph Barcsay, ihrem gemeinsamen Sohn verwaltet, der in den 1940er Jahren zusammen mit seiner Frau Eva Barcsay das Innere des Schlosses renovieren ließ. 
Zum Ende des Zweiten Weltkrieges wurde das Schloss geplündert und anschließend enteignet. Von den späten 1940er bis in die 1980er Jahre diente es verschiedenen staatlichen Einrichtungen und öffentlichen Institutionen. Nach der Rumänischen Revolution von 1989 wurde es von Thomas Barcsay, dem Erben und Enkel der Katherine Barcsay, im Rahmen der rumänischen Restitutionsgesetze zurückgefordert.

## Architektur und Denkmalschutz

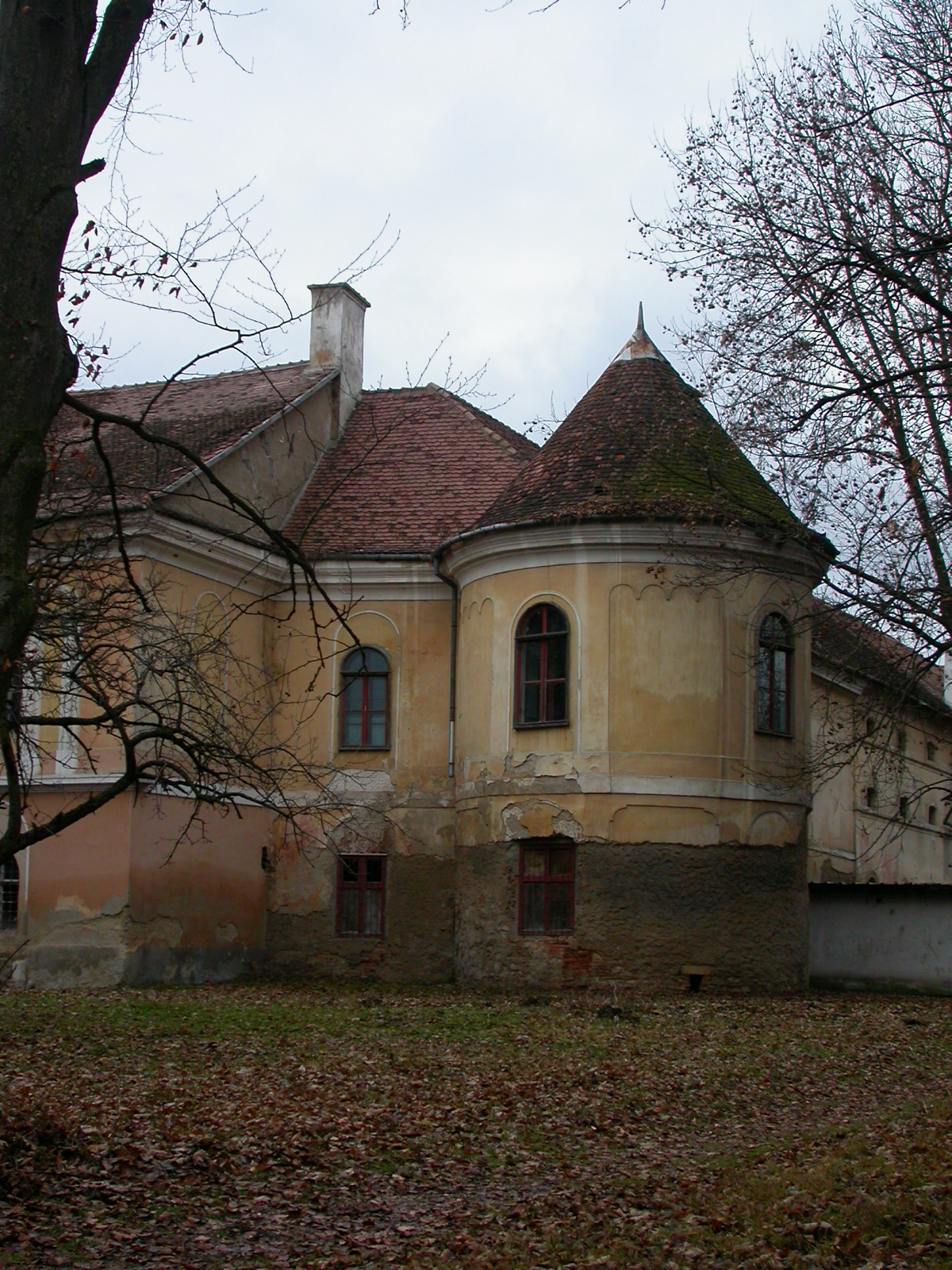
Einer der Ecktürme des Schlosses

Das Schloss Gilău ist heute ein zweigeschossiges Gebäude, das insgesamt rund 60 Räume beinhaltet. Davon stellen ein rund 200 Quadratmeter großer, säulengeschmückter Speisesaal im Erdgeschoss und eine rund 250 Quadratmeter große Halle im Obergeschoss die größten und repräsentativsten Räume dar. Die insgesamt vier Gebäudeflügel bilden ein annäherndes Quadrat mit einer Seitenlänge von rund 70 Metern. Mit seinen Seiten ist das Gebäude ungefähr in die vier Himmelsrichtungen orientiert. Drei der Ecken sind mit Rundtürmen unterschiedlicher Abmessungen versehen, an der Südwestecke befindet sich hingegen ein Turm mit hexagonalem Grundriss. 
Umgeben ist das Schloss von einem 17 Hektar großen Landschaftsgarten. In diesem Park finden sich die Ruinen des ehemaligen römischen Auxiliartruppenlagers Kastell Gilău westlich des Schlosses.
Die Anlage steht nach dem 2001 verabschiedeten Gesetz Nr. 422/2001 als historisches Denkmal unter Schutz und ist in der nationalen Liste der historischen Monumente (Lista Monumentelor Istorice) eingetragen. Zuständig ist das Ministerium für Kultur und nationales Erbe (Ministerul Culturii și Patrimoniului Național), insbesondere das Generaldirektorat für nationales Kulturerbe, die Abteilung für bildende Kunst sowie die Nationale Kommission für historische Denkmäler sowie weitere, dem Ministerium untergeordnete Institutionen. Ungenehmigte Ausgrabungen sowie die Ausfuhr von antiken Gegenständen sind in Rumänien verboten.